# Thỏ Harlequin

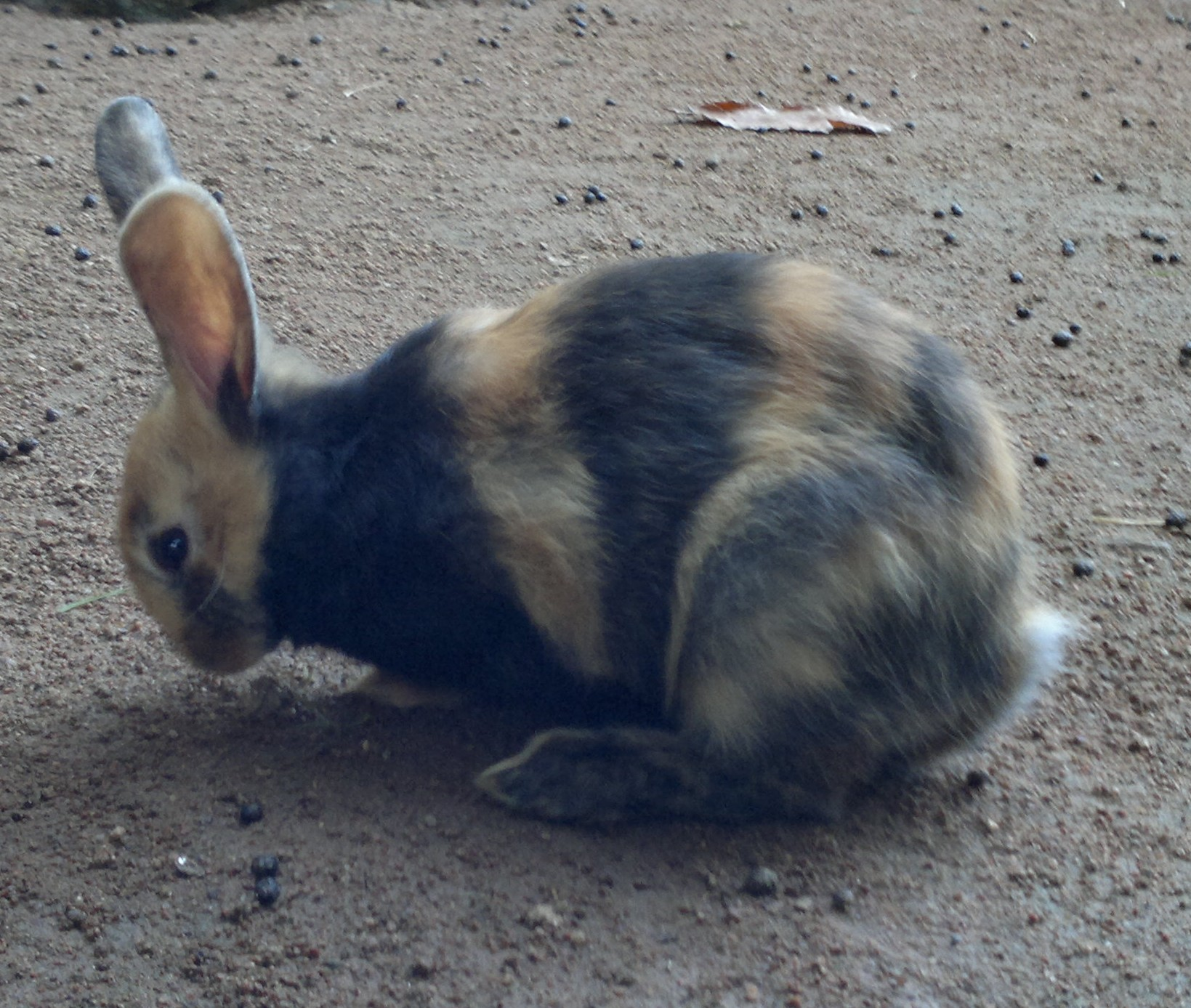
Thỏ Harlequin

Thỏ Harlequin (Japonais) là một giống thỏ có nguồn gốc từ nước Pháp. Chúng là một giống thỏ đa dạng về màu sắc và là một giống dựa trên các màu sắc và dấu hiệu, chứ không phải là lông và loại hình cơ thể. Chúng được công nhận bởi cả Hội đồng thỏ Anh (British Rabbit Council) và Hiệp hội nuôi thỏ Mỹ (American Rabbit Breeders' Association).
Nó được phát triển từ thỏ nâu Hà Lan bán hoang dã. Ban đầu nó trông giống như một con thỏ Hà Lan bị đánh dấu. Thỏ Harlequin lần đầu tiên được trưng bày ở Paris vào năm 1887. Sau đó, chúng đã được nhập khẩu vào nước Anh một vài năm sau đó. Thỏ Harlequins đã được sử dụng cho thịt thỏ trong Thế chiến 2. 

## Đặc điểm

### Màu sắc

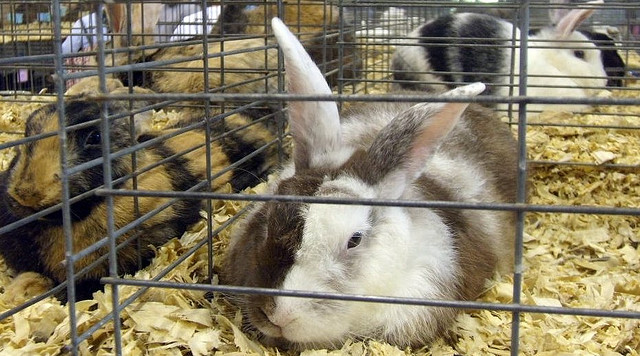

Thỏ Harlequin truyền thống là một phần màu đen hoặc một số màu khác (không mạ bạc) và một phần màu trắng hoặc màu da cam (sáng hơn thì càng tốt). Nó cần phải có, thậm chí kết hợp của cả hai màu sắc và lý tưởng. Các mẫu màu sắc được công nhận (trộn lẫn với màu cam):
- Màu đen
- Màu xanh da trời
- Chocolate (màu nâu)
- Màu hoa cà

Harlequin thỏ có hai loại: Nhật Bản và Magpie (Ác là). Harlequins Nhật Bản nói chung là có màu cam và một trong hai màu đen, màu xanh, chocolate, hoặc màu hoa cà, trong khi Magpie Harlequins có màu trắng (thay vì màu cam) và một trong hai màu đen, màu xanh, chocolate, hay hoa cà. Một con Harlequin sẽ được phân chia giữa hai màu trên đầu, tai, chân và cơ thể. Nó loại trông giống như một sọc hoàn hảo giữa hai màu. Một số Harlequins sẽ có bụng màu cam hoặc trắng.

### Thể trạng
Trọng lượng lý tưởng của một con thỏ Harlequin là từ 6,5-8 lb (2-3 kg). Tuổi thọ trung bình cho thỏ Harlequin là 5 năm hoặc hơn. Chúng thường nặng 6,5-9 pounds và không nặng 7-9,5 pounds. Thỏ Harlequin là giống thỏ vui tươi, ngoan ngoãn và thông minh, chúng có tính tình khá nhẹ nhàng và là vật nuôi lý tưởng cho trẻ em.
Chúng là vật nuôi nhạy cảm với các yếu tố ngoại cảnh (chốn trạy, sợ tiếng động), khả năng thích ứng với môi trường kém. Sống trong nhà chúng sẽ được an toàn hơn. Cần tránh tiếp xúc với các loài động vật khác, đặc biệt là chuột. Nếu ban ngày chúng ăn không hết thức ăn thì cần vét sạch máng, nếu thừa chuột sẽ lên ăn và cắn chết thỏ, nhất là thỏ con mới đẻ.
Dạ dày chúng co giãn tốt nhưng co bóp yếu. Nhiều con bị chứng sâu răng hành hạ và có vấn đề về tiêu hóa. Chúng cũng bị mắc một số bệnh như bại huyết, ghẻ, cầu trùng, viêm ruột, do ăn thức ăn sạch sẽ, không bị nấm mốc. Nếu thấy chúng có hiện tượng phân hôi, nhão sau đó lỏng dần thấm dính đét lông quanh hậu môn, kém ăn, lờ đờ uống nước nhiều đó là bệnh tiêu chảy. Chúng hiếu động và ham chạy nhảy, sinh trưởng tốt, nuôi chúng không cần nhiều diện tích.

## Chăm sóc
Cho chúng ăn cà rốt có thể khiến chúng bị sâu răng, cũng như gây nên những vấn đề về sức khỏe khác. Cà rốt và táo chứa nhiều đường thực vật, chỉ nên cho thỏ ăn những loại này ít. Chúng thích cam thảo nhưng nó lại không tốt bởi thỏ không thể tiêu hóa đường. Chúng thông thường không ăn rau củ có rễ, ngũ cốc hoặc trái cây, đặc biệt là rau diếp. Nên cho thỏ ăn cỏ, cải lá xanh đậm như bắp cải, cải xoăn, bông cải xanh (phải rửa sạch).
Luôn có thức ăn xanh trong khi chăm sóc, lượng thức ăn xanh cho chúng luôn chiếm 90% tổng số thức ăn trong ngày. Có thể cho chúng ăn thêm thức ăn tinh bột, không được lạm dụng vì chúng sẽ dễ bị mắc bệnh về đường tiêu hóa dẫn đến chết. Nhiều người cho rằng thỏ không cần uống nước là sai. Thỏ chết không phải do uống nước hay ăn cỏ ướt mà vì uống phải nước bẩn và ăn rau bị nhiễm độc.